# Gennadas scutatus
Gennadas scutatus är en kräftdjursart som beskrevs av Eugène Louis Bouvier 1906. Gennadas scutatus ingår i släktet Gennadas och familjen Benthesicymidae. Inga underarter finns listade i Catalogue of Life.